# ماري ولز أشورث
ماري ولز أشورث (بالإنجليزية: Mary Wells Ashworth)‏ هي مؤرخة أمريكية، ولدت في 28 مايو 1903 في بلانت سيتي في الولايات المتحدة، وتوفيت في 12 سبتمبر 1992 في ريتشموند في الولايات المتحدة بسبب تمزق الأبهر.